# NGC 4624
NGC 4665, також каталогізована як NGC 4624 і NGC 4664, - затушована лінзоподібна або спіральна галактика, розташована в сузір'ї Діви. Вона є членом Групи Діви II, серії галактик і скупчень галактик, витягнутих з південного краю Надскупчення Діви . Вона розташована на відстані близько 60 мільйонів світлових років від Землі, що, враховуючи її видимі розміри, означає, що NGC 4665 має близько 75 000 світлових років у поперечнику. NGC 4665 лежить за 2 і 3/4 градуса на схід-південний схід від Дельти Вірджинії і за 50 дугових хвилин на південний захід від 35 Вірджинії. Її можна побачити в телескоп середнього розміру з 23-кратним збільшенням, вона утворює пару із зіркою 11-ї зоряної величини за 1,5 дугових хвилин на південний захід. Входить до каталогу Гершеля 400 .

## Історія спостережень
Відкрита Вільямом Гершелем 23 лютого 1784 року, однак він зазначив місце за 10 дугових хвилин від галактики, де немає жодного об'єкта. Її знову спостерігав Вільям Гершель 30 квітня 1786 року, зазначивши правильні координати, і помилково ідентифікував її як іншу туманність. Те, що це один і той самий об'єкт, відзначив Джон Луїс Еміль Драйєр у 1912 році у виправленнях Нового загального каталогу. Також вона була зафіксована незалежно 9 квітня 1828 року Джоном Гершелем.

## Фізичні характеристики
NGC 4665 має світну, злегка еліптичну опуклість і помітний бар з високою поверхневою яскравістю.  Ізофоти виглядають коробчастими на кінці бару.  Загальна довжина бару оцінюється близько 3 кпк.  Смуга злегка викривлена, повернута на 12 градусів навколо своєї осі.  З обох боків смуги виходять два дифузні слабкі рукави, які утворюють псевдодоринг.  Поверхнева яскравість рукавів вища біля смуги. Південний рукав виглядає дещо сильнішим. На східному боці галактики спостерігається арка, яка може бути частковим зовнішнім пиловим кільцем.  Зовнішні ізофоти мають еліптичну форму.  Загальна маса молекулярного газу становить менше 107,3 М☉.
NGC 4665 належить до групи NGC 4636. Інші члени групи включають NGC 4457, NGC 4586, NGC 4587, NGC 4600, NGC 4636 і NGC 4688.  Ці галактики, разом з NGC 4753, Мессьє 61 і їх групами утворюють південну межу скупчення Діви. Буває важко визначити, які галактики належать до якої групи, особливо біля південного краю скупчення Діви, де спостерігається плутанина галактик на різних відстанях .
1. ↑  The Virgo III Groups. www.atlasoftheuniverse.com. Процитовано 1 березня 2025.
2. ↑  O'Meara, Stephen James (14 червня 2007). Herschel 400 Observing Guide (англ.). Cambridge University Press. ISBN 978-0-521-85893-9.
3. ↑  New General Catalog Objects: NGC 4650 - 4699. cseligman.com. Процитовано 1 березня 2025.
4. 1 2  Eskridge, Paul B.; Frogel, Jay A.; Pogge, Richard W.; Quillen, Alice C.; Berlind, Andreas A.; Davies, Roger L.; DePoy, D. L.; Gilbert, Karoline M.; Houdashelt, Mark L. (18 червня 2002), Near-IR and Optical Morphology of Spiral Galaxies, doi:10.48550/arXiv.astro-ph/0206320, процитовано 1 березня 2025
5. ↑  Ohta, Kouji; Hamabe, Masaru; Wakamatsu, Ken-Ichi (1 липня 1990). Surface Photometry of Barred Spiral Galaxies. The Astrophysical Journal. Т. 357. с. 71. doi:10.1086/168892. ISSN 0004-637X. Процитовано 1 березня 2025.
6. ↑  Patsis, P. A.; Skokos, Ch.; Athanassoula, E. (11 червня 2003). Orbital dynamics of three-dimensional bars – IV. Boxy isophotes in face-on views. Monthly Notices of the Royal Astronomical Society. Т. 342, № 1. с. 69—78. doi:10.1046/j.1365-8711.2003.06511.x. ISSN 0035-8711. Процитовано 1 березня 2025.{{cite news}}:  Обслуговування CS1: Сторінки із непозначеним DOI з безкоштовним доступом (посилання)
7. ↑  Gadotti, Dimitri A.; Souza, Ronaldo E. de (29 листопада 2005), On the Lengths, Colors and Ages of 18 Face-On Bars, doi:10.48550/arXiv.astro-ph/0511799, процитовано 1 березня 2025
8. 1 2  Erwin, Peter; Sparke, Linda S. (4 грудня 2002), An Imaging Survey of Early-Type Barred Galaxies, doi:10.48550/arXiv.astro-ph/0212092, процитовано 1 березня 2025
9. ↑  Kalapotharakos, C.; Patsis, P. A.; Grosbøl, P. (21 березня 2010). NGC 1300 dynamics – I. The gravitational potential as a tool for detailed stellar dynamics. Monthly Notices of the Royal Astronomical Society. Т. 403, № 1. с. 83—95. doi:10.1111/j.1365-2966.2009.16127.x. ISSN 0035-8711. Процитовано 1 березня 2025.{{cite news}}:  Обслуговування CS1: Сторінки із непозначеним DOI з безкоштовним доступом (посилання)
10. ↑  Alexei Gadotti, Dimitri (11 лютого 2008). Image decomposition of barred galaxies and AGN hosts. Monthly Notices of the Royal Astronomical Society. Т. 384, № 1. с. 420—439. doi:10.1111/j.1365-2966.2007.12723.x. ISSN 0035-8711. Процитовано 1 березня 2025.{{cite news}}:  Обслуговування CS1: Сторінки із непозначеним DOI з безкоштовним доступом (посилання)
11. ↑  Young, Lisa M.; Bureau, Martin; Davis, Timothy A.; Combes, Francoise; McDermid, Richard M.; Alatalo, Katherine; Blitz, Leo; Bois, Maxime; Bournaud, Frédéric (21 червня 2011). The ATLAS3D project – IV. The molecular gas content of early-type galaxies*. Monthly Notices of the Royal Astronomical Society. Т. 414, № 2. с. 940—967. doi:10.1111/j.1365-2966.2011.18561.x. ISSN 0035-8711. Процитовано 1 березня 2025.{{cite news}}:  Обслуговування CS1: Сторінки із непозначеним DOI з безкоштовним доступом (посилання)
12. ↑  Makarov, Dmitry; Karachentsev, Igor (21 квітня 2011). Galaxy groups and clouds in the local (z∼ 0.01) Universe. Monthly Notices of the Royal Astronomical Society. Т. 412, № 4. с. 2498—2520. doi:10.1111/j.1365-2966.2010.18071.x. ISSN 0035-8711. Процитовано 1 березня 2025.{{cite news}}:  Обслуговування CS1: Сторінки із непозначеним DOI з безкоштовним доступом (посилання)
13. ↑  The Virgo II Groups. www.atlasoftheuniverse.com. Процитовано 1 березня 2025.